# Brenelle
Brenelle es una comuna francesa, situada en el departamento de Aisne, de la región de Alta Francia.

## Demografía
| 164 | 204 | 168 | 189 | 184 | 190 | 182 | 197 |
| Para los censos de 1962 a 1999 la población legal corresponde a la población sin duplicidades (Fuente: INSEE [Consultar]) |     |     |     |     |     |     |     |